# Stenoma obydella
Stenoma obydella es una especie de polilla del género Stenoma, orden Lepidoptera.
Fue descrita científicamente por Felder en 1875.

## Distribución
Stenoma obydella habita en el continente de América.